# Unione Sportiva Cagliari 1937-1938
Questa pagina raccoglie le informazioni riguardanti l'Unione Sportiva Cagliari nelle competizioni ufficiali della stagione 1937-1938.

## Rosa
| N. |                   | Ruolo | Calciatore           |
| -- | ----------------- | ----- | -------------------- |
|    | Italia (bandiera) | A     | Francesco Asquer     |
|    | Italia (bandiera) | D     | Luigi Brusa          |
|    | Italia (bandiera) | C     | Mariolino Congiu     |
|    | Italia (bandiera) | C     | Enrico Corrias       |
|    | Italia (bandiera) | C     | Raffaele Corrias     |
|    | Italia (bandiera) | A     | Dario Dari           |
|    | Italia (bandiera) | C     | Marco Dessì          |
|    | Italia (bandiera) | A     | Aldo Vittorio Fercia |
|    | Italia (bandiera) | C     | Alberto Frigeri      |
|    | Italia (bandiera) | A     | Silvestro Grandesso  |
|    | Italia (bandiera) | C     | ?? Landuso           |
|    | Italia (bandiera) | P     | Antonio Loi          |
|    | Italia (bandiera) | D     | Mario Loi            |
|    | Italia (bandiera) | A     | Salvatore Macis      |
|    | Italia (bandiera) | A     | Ugo Mamberti         |

| N. |                   | Ruolo | Calciatore          |
| -- | ----------------- | ----- | ------------------- |
|    | Italia (bandiera) | C     | Gesuino Maxia       |
|    | Italia (bandiera) | C     | Leandro Meloni      |
|    | Italia (bandiera) | A     | Ottavio Migoni      |
|    | Italia (bandiera) | A     | Felice Murranca     |
|    | Italia (bandiera) | C     | Pietro Murtas       |
|    | Italia (bandiera) | A     | Ireneo Murgia       |
|    | Italia (bandiera) | A     | Salvatore Oppo      |
|    | Italia (bandiera) | C     | Efisio Orani        |
|    | Italia (bandiera) | D     | Francesco Pau       |
|    | Italia (bandiera) | C     | Aldo Pinguino       |
|    | Italia (bandiera) | A     | Giovanni Pisano     |
|    | Italia (bandiera) | A     | Roberto Renza       |
|    | Italia (bandiera) | P     | Flavio Siddi        |
|    | Italia (bandiera) | C     | Francesco Servetto  |
|    | Italia (bandiera) | D     | Giampaolo Schinardi |